# Shimura-sanchōme (metropolitana di Tokyo)
Shimura-sanchōme (志村三丁目駅?, Shimura-sanchōme-eki) è una stazione della metropolitana di Tokyo che si trova a Itabashi. La stazione è servita dalla linea Mita della Toei Metro.

## Struttura
La stazione è dotata di due marciapiedi laterali con due binari su viadotto.
| 1 | Linea Mita | per Sugamo, Hibiya, Shirokane-Takanawa, Meguro e linea Tōkyū Tōyoko |
| 2 | Linea Mita | per Takashimadaira e Nishi-Takashimadaira                           |

## Stazioni adiacenti
| «              | Servizio   | »          |
| Linea Mita     | Linea Mita | Linea Mita |
| -------------- | ---------- | ---------- |
| Shimura-sakaue | -          | Hasune     |